# 金鸡湖街道 (吉安市)
金鸡湖街道是中华人民共和国江西省吉安市吉安县下辖的一个街道办事处。

## 行政区划
金鸡湖街道下辖以下村级行政区划单位：
南安村、西坑村、龙山村、岭上村和彭家塘村。